# Žerůtky (Blansko)
Žerůtky é uma comuna checa localizada na região de Morávia do Sul, distrito de Blansko.